# Qays ibn al-Moullawwah
Qays ibn al-Moullawwah dit "Al Majnoun" ( le fou de Leyla)  est un poète arabe du VIIe siècle, membre de la tribu bédouine Banu 'Amir. Il est surtout connu pour son amour pour Layla, une femme de la même tribu. Leur histoire d'amour a été racontée dans de nombreux poèmes et histoires, faisant de Qays ibn al-Moullawwah et Layla des personnages emblématiques de la poésie arabe et perse.

## Une figure présente dans de nombreux ouvrages
Plusieurs auteurs arabes médiévaux ont mentionné Qays ibn al-Moullawwah et son histoire avec Layla dans leurs œuvres. Par exemple, Ibn Qutaybah, un érudit du IXe siècle, a écrit une biographie de Qays dans son livre "Al-Shi'r wa-l-Shu'ara'" (La poésie et les poètes), dans lequel il décrit la vie et l'œuvre de nombreux poètes arabes. De même, le célèbre poète et érudit Abu al-Qasim al-Hariri (mort en 1122) a inclus plusieurs poèmes de Qays dans  "Maqamat al-Hariri".

## Qays: Une figure mythique ou historique?
Il est important de noter que l'histoire et la généalogie arabes de cette époque ont souvent été transmises de manière orale, ce qui rend difficile de savoir avec certitude si Qays ibn al-Moullawwah a réellement existé ou s'il est une figure mythique. La preuve de l'existence de Qays ibn al-Mulawah est basée sur des sources historiques et littéraires arabes anciennes, qui ont documenté sa vie et sa poésie. Les sources incluent des anthologies de poésie arabe, des chroniques historiques et des récits de voyageurs arabes, il est par exemple cité dans le « livre des chansons » ou « Kitab al aghani » de Abu l-Faraj al-Isfahânî   ainsi que toute sa lignée. De ce fait, son nom et sa poésie sont toujours reconnus comme faisant partie du patrimoine culturel et littéraire arabe.